# سابين وايس
سابين وايس (بالفرنسية: Sabine Weiss)‏ هي مصورة فرنسية، ولدت في 23 يوليو 1924 في سان جينجولف ‏ في سويسرا.